# 樹狀結構

以樹狀結構來表現的百科全書

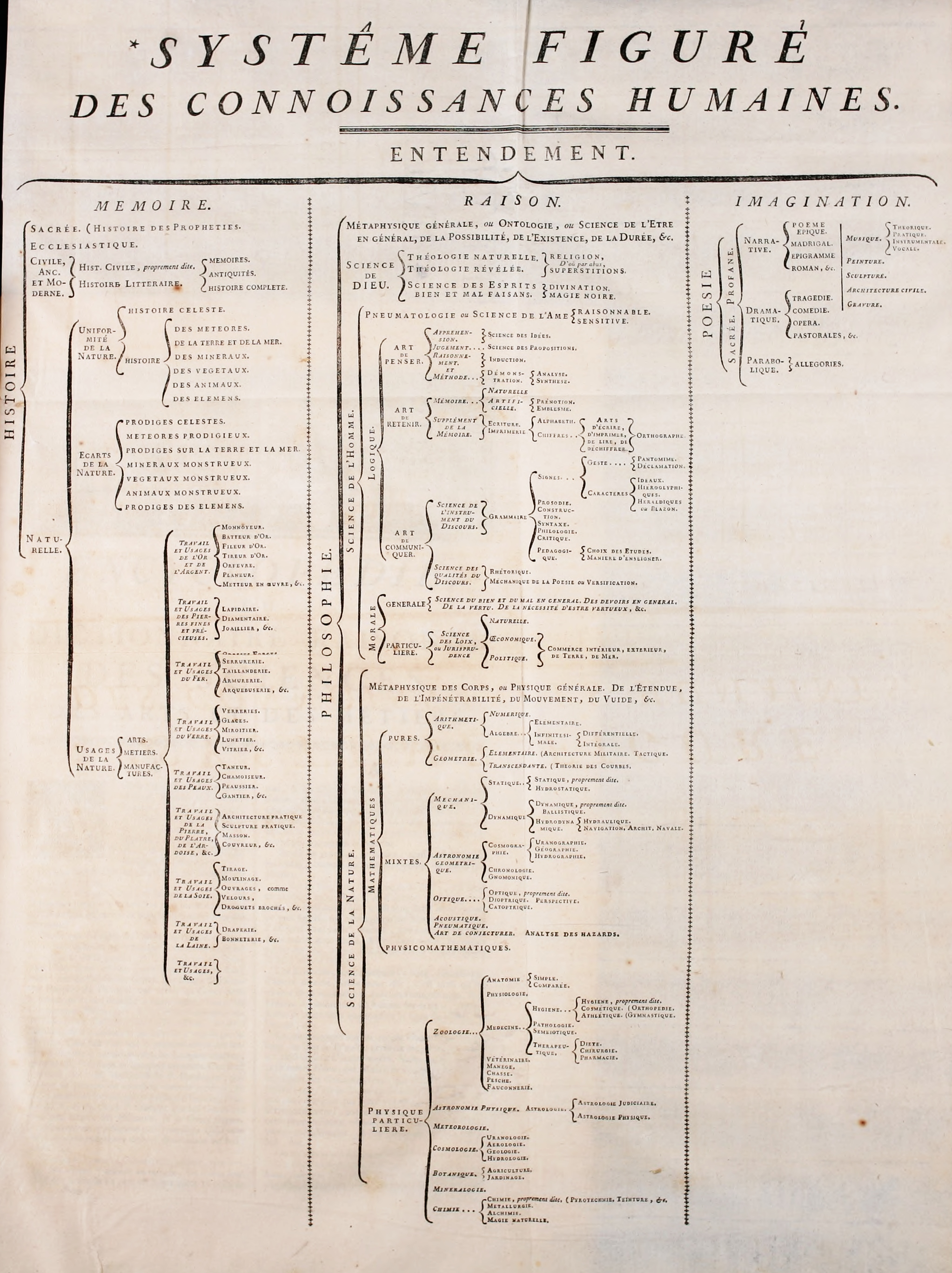
最早的百科全書，以樹狀結構來安排其中的各種主題

樹狀結構（英語：tree structure）又称树形结构、树结构，是一種將階層式的構造性質，以圖像方式表現出來的方法。樹狀圖（tree diagram）或树形图则是用具有分支和节点的树状结构，来表示层级结构的一种方式。
樹狀結構的名稱來自於以樹的象徵來表現出構造之間的關係，雖然在圖像的呈現上，它是一個上下顛倒的樹，其根部在上方，是資料的開頭，而下方的資料稱為葉子。
树形结构是一层次的嵌套结构。一个树形结构的外层和内层有相似的结构， 所以，这种结构多可以递归的表示。樹狀結構只是一個概念，可以用許多種不同形式來展現。在數學的圖論與集合論中，對於樹狀結構的性質探討是一個重要課題。在計算機科學中，則以樹狀資料結構作為討論主題。

## 概論
根據《牛津英語詞典》，樹狀結構與樹狀圖這兩個名詞，在1965年首次出現在诺姆·乔姆斯基的著作Aspects of the Theory of Syntax中。

## 特性
在樹狀結構中的基本單位，稱為節點（node）。節點之間的連結，稱為分支（branch）。節點與分支形成樹狀，結構的開端，稱為根（root），或根結點。根節點之外的節點，稱為子節點（child）。沒有連結到其他子節點的節點，稱為葉節點（leaf）。